# Taylor Eigsti
Taylor Eigsti   (Menlo Park, 24 de setembre de 1984) és un pianista de jazz estatunidenc majoritàriament neobop, però que també permet que els elements del funk i el soul flueixin a la seva música.
Va començar a tocar el piano als quatre anys i va aparèixer a l'acte inicial per a David Benoit als vuit (més tard van aparèixer a l'acte d'obertura d'altres grans com Diana Krall, Al Jarreau, Natalie Cole i Hank Jones). Als 14 anys va gravar el seu primer disc (amb el bateria Dave Brubeck) a finals de 1998, i el 1999 abans de complir els 15va enregistrar amb la flautista Nika S. Rejto Liquid Love. Un any després va pendre les seves primeres lliçons en un taller de jazz a la Universitat Stanford. Al mateix temps, es va graduar a "Woodside Priory School", segon de la seva classe, i després va començar a estudiar a la Universitat del Sud de Califòrnia. En els anys següents, es va presentar al "Piano Jazz Program" de Marian McPartland i al "BET Jazz Channel", a més, la revista Jazziz li va dedicar la notícia de portada el novembre del 2006.
Després de publicacions en els seus propis segells, va publicar el seu primer disc a "Bob City Records" amb Resonance el 2003, cosa que el va donar a conèixer a nivell nacional i internacional. El següent àlbum Lucky to Be Me (amb Christian McBride, Lewis Nash, James Genus, Billy Kilson i Julian Lage, entre d'altres) va fer que fos nominat a dos Grammy el 2007 (Millor interpretació de jazz en solitari i Millor composició instrumental per la seva peça Argument). El 2010 ell i el seu quintet van llançar l'àlbum Daylight at Midnight.
Eigsti també ha aparegut en nombroses ocasions en diversos especials de televisió, aparicions a NPR, comercials i va compondre el tema musical de la pel·lícula "Detachment", protagonitzada pel guanyador de l'Oscar Adrien Brody, col·laborant en la banda sonora amb els Newton Brothers. El 2018, Eigsti va aparèixer en un especial de televisió amb Chris Botti per a Great Performances de PBS.
A més de dirigir i tocar amb diversos conjunts petits, Eigsti ha tingut sovint l'oportunitat de treballar, compondre i orquestrar música per a diverses orquestres simfòniques, i ha escrit música per a orquestra i conjunt de jazz. Diversos solista i característiques de composició inclouen el San José orquestra de cambra, Oakland Simfònica, Filharmònica de Nova York, el New York Pops, Orquestra Simfònica de Chicago, Colorat simfonia, Buffalo Philharmonic Orchestra, Filharmònica de Nàpols, Nashville simfonia, Sagrament Filharmònica Joves Orquestres, Orquestra Simfònica de Pittsburgh, Orquestra Simfònica d'Indianapolis, Simfònica Juvenil de Sant Josep, Orquestra Juvenil Golden State, Simfònica Bear Valley, Simfònica Tassajara, Filharmònica de Reno i múltiples col·laboracions destacades amb l'Orquestra Simfònica Península.